# Bitwa o Cchinwali
Bitwa pod Cchinwali – walka o stolicę Osetii Południowej w dniach 8-10 sierpnia 2008 w ramach II wojny w Osetii Południowej. Cchinwali było głównym celem dla armii gruzińskiej w Osetii Południowej.

## Bitwa
O północy 8 sierpnia 2008 rozpoczął się gruziński atak rakietowy na zbuntowaną prowincją Gruzji, Osetię Płd. w ramach operacji pod kryptonimem "Czyste Pole", a w godzinach nocnych rozpoczęły się walki na obrzeżach Cchinwali. Nocne walki opierały na długotrwałym ostrzale artyleryjskim i bombardowaniu z powietrza. Około godziny 2.20 gruziński minister spraw reintegracji Temuri Jakabaszwili ogłosił, że Cchinwali jest oblężone przez siły gruzińskie. Po godzinie bombardowania wojska gruzińskie przeniosły się do centrum miasta, gdzie napotkały opór rebeliantów z Osetii Płd. Od 8. rano walki objęły południowe dzielnice miasta, a pół godziny później prezydent Osetii Płd. Eduard Kokojty powiedział: "W pełni kontrolujemy naszą stolicę, walki trwają na przedmieściach". W wyniku wymiany ognia z separatystami zostało zniszczonych kilka czołgów, jednak pomimo kolejnych strat po stronie Gruzji, na bieżąco zajmowali kolejne sektory miasta, by o 14.30 przejąć pełną kontrolę nad miastem.
Z kolei po godzinie 8. rosyjskie siły wsparcia lotniczego przeprawiły się przez granicę z Osetią Południową i następnie ostrzeliwały ziemie Gruzji
.

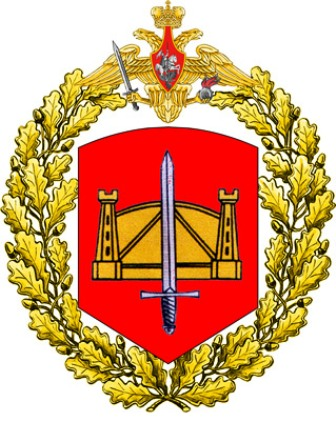
Symbol 58. Armii

O godzinie 16. siły rosyjskich batalionów z 58 Armii Federalnej osiągnęły Cchinwali
,
którą następnie zbombardowali. Tym samym Gruzja traciła kolejne dzielnice osetyjskiej stolicy. O 17. rozpoczął się marsz sił rosyjskich z północy na południe stolicy. Godzinę później artyleria rosyjska przeszła do szturmu południowych dzielnic. Wieczorem rosyjskie dowództwo poinformowało o 12 zabitych i 150 rannych żołnierzy. Później Micheil Saakaszwili oznajmił, że w walkach zginęło 30 gruzińskich żołnierzy

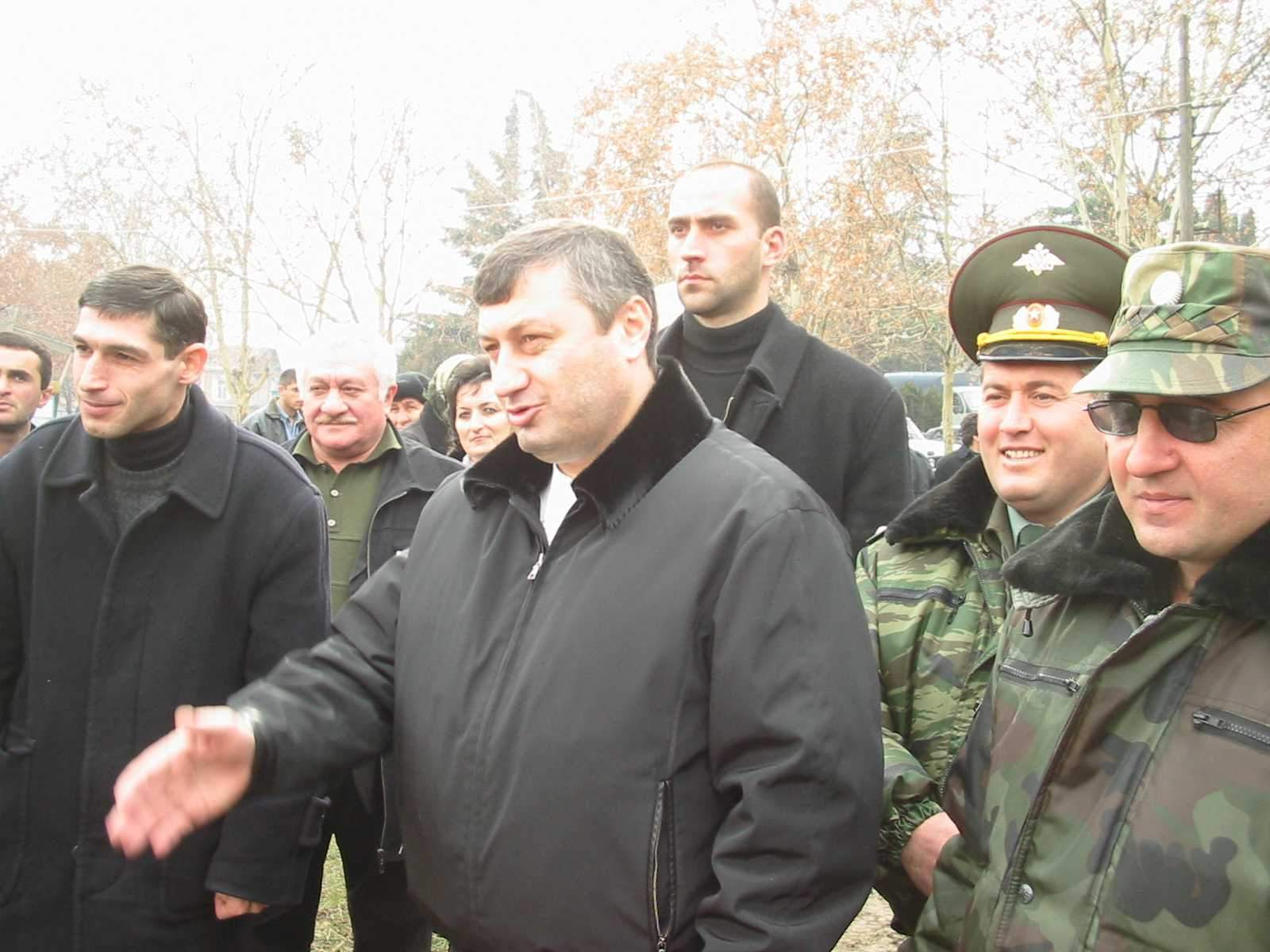
Eduard Kokojty

Eduard Kokojty doniósł o 1400 zabitych cywilach. Jednak Human Rights Watch donosiło o kilkudziesięciu ofiarach
Rzeczniczka separatystycznego rządu Irina Gogłajewa oświadczyła o godz. 22., że nadal trwają ciężkie walki na południu miasta, a północne części Cchinwali są kontrolowane przez jednostki obrony Osetii Północnej.
Rano 9 sierpnia 2008 po nocnych walkach o ok. 9.00 oddziały rosyjskich spadochroniarzy wkroczyły do Cchinwali. Po kilkudziesięciu minutach armia rosyjska podała, że zupełnie "wyzwoliła" stolicę Osetii Płd. z rąk gruzińskich. Po południu gruzińskie siły podjęły nową ofensywę na obrzeżach miasta wykorzystując artylerię rakietowa. Artyleria gruzińska zniszczyła 3 czołgi rosyjskie i raniła w zasadzce generała broni 58. Armii Anatolija Chrulowa. Tuż przed północą artyleria zakończyła ostrzał, jednak piechota walczyła dalej na obrzeżach Cchinwali. Miasto pozostawało bez żywności i wody pitnej, a siły Osetii oskarżały Gruzję, że ta nie zorganizowała korytarza ewakuacji dla cywilów.
10 sierpnia 2008 siły rosyjsko-osetyjskie przejęły pełna kontrolę nad miastem,
a siły gruzińskie po 9.00 wycofywały się.
Szef gruzińskiego departamentu informacji MSW Szota Utiaszwili zakomunikował - "nasze siły zostały całkowicie wycofane". Później jednak widziano grupkę piechoty gruzińskiej na przedmieściach Cchinwali.

## Skutki
Gruzini przegrali bitwę, w której to na początku zajęli stolicę Osetii Południowej po niewielkim naporze obronnych sił Osetii. Gdy tylko siły rosyjskie zaatakowały miasto Gruzini wycofali swoje wojska z Cchinwali, nie mogąc sobie poradzić z natarciem Rosjan. Wojska gruzińskie doznały klęski w swoim najpoważniejszym celu jakim było odzyskanie zbuntowanej prowincji. Rosja stała się obrończynią prorosyjskiej prowincji, zauważyła również, że w trakcie wojny Gruzja jest słabszym państwem, więc w dalszej fazie wojny walczyła na terytorium Gruzji. Gruzinom pozostało więc w następnej fazie wojny bronić terytorium własnego kraju z miastami takimi jak Zugdidi, Gori, Tbilisi.